# 杉山直久
杉山 直久（すぎやま なおひさ、1980年12月25日 - ）は、京都府舞鶴市出身の元プロ野球選手（投手、右投右打）・コーチ。

## 経歴

### プロ入り前
舞鶴市立青葉中学校から東舞鶴高校に進む。2年夏の府大会にはエースとなり、2回戦で4安打完封勝利を収め、続く3回戦でも綾部高校を被安打1に抑えたものの1対2で敗れた。3年夏は4回戦の試合途中に右手中指の皮がめくれ、大谷高校に2対4で敗れている。
卒業後は龍谷大学経済学部に進学し、2年春に対京産大戦で新リーグ史上5人目となるノーヒットノーランを達成し、同季の新人賞とベストナイン特別賞を受賞した。大学選手権では2回戦で先発完投も細川亨のいた青森大に惜敗。同年秋の明治神宮大会では準決勝で先発し、優勝する慶大・山本省吾と投げ合うも敗れる。3年秋には防御率0.86で4勝を挙げてリーグ優勝に貢献し、MVPを獲得している。4年になると大学選手権で初戦完封勝利（7回コールド）、第31回日米大学野球選手権大会の日本代表にも選ばれ、リーグ戦では植大輔と共にダブルエースとして大学通算15勝4敗、防御率1.19の成績を残した。
150 km/h近い速球を持つリーグNo.1右腕として高い評価を受け2002年のドラフト会議で阪神タイガースに自由獲得枠で指名され入団。契約金は1億円+出来高払い5,000万円、年俸は1,500万円（いずれも推定）で、背番号はエースナンバーの18が与えられた。

### 阪神時代
2003年はキャンプの時期から三軍で基礎体力を強化し、8月に一軍に昇格して3試合の登板に終わったものの投球内容は評価された。翌2004年6月15日の対ヤクルトスワローズ戦で初先発しプロ初勝利を挙げた。
2005年に球の出所が打者に見破られやすいという指摘を受け、体で球を隠す投法に改造した。同年は先発投手として一軍に定着し、5月18日の対西武ライオンズ戦では、同学年だった松坂大輔と投げ合い勝利した。9月11日の対広島東洋カープ戦ではプロ初完投・初完封を記録するなど、規定投球回数には届かなかったが9勝を挙げてリーグ優勝に貢献し2005年の日本シリーズでも登板を果たした。オフには1,500万円増の年俸3,200万円（推定）で契約を更改している。
2006年は開幕後1か月間、雨天や日程の都合で登板機会が飛び、先発して好投するも打線の援護に恵まれず、初勝利が8月末、成績は4勝4敗と伸び悩んだ。2007年は開幕一軍を逃すも、4月に福原忍の抹消に伴い一軍昇格。しかし結果を残せず降格と再昇格を繰り返し、8月から先発ローテーションに定着したものの、終盤は打線の援護に恵まれず白星を逃し、9月の対ヤクルト戦で炎上し、降格した。
2008年は開幕から先発ローテーションを任されるものの、雨天中止などで登板が流れがちで不安定な投球も続いたため5月19日に二軍に降格。同年オフの契約更改では成績の低迷に加えて横浜ベイスターズからFA宣言していた三浦大輔の獲得をチームが目指していたことを理由に、背番号が17に変更となった。
2011年は一軍登板がなく二軍でも防御率4.91と振るわなかった。10月9日に戦力外通告を受け、12月2日に自由契約公示された。

### 阪神退団後
2012年はベースボール・チャレンジ・リーグの富山サンダーバーズで選手兼任コーチとしてプレー。同年10月17日、現役引退を表明した。
引退後は自身が契約していたスポーツマネジメント会社オフィスSICに就職。阪神時代にチームメイトだった赤星憲広のマネジメントも同社で手掛けていることから、入社後には赤星のマネジャーを務めている。2013年1月7日には、赤星が主宰する中学野球チーム「レッドスターベースボールクラブ」のピッチングコーチにも就任した。
2015年1月からオリックス・バファローズにチームスタッフとして入団。一軍監督付の広報兼マネージャーを担当するかたわら、一軍の打撃練習では、背番号のないユニフォームで打撃投手を務めている。
2020年時点では一軍マネージャー。

## 詳細情報

### 年度別投手成績
| 年 度     | 球 団     | 登 板 | 先 発 | 完 投 | 完 封 | 無 四 球 | 勝 利 | 敗 戦 | セ 丨 ブ | ホ 丨 ル ド | 勝 率 | 打 者 | 投 球 回 | 被 安 打 | 被 本 塁 打 | 与 四 球 | 敬 遠 | 与 死 球 | 奪 三 振 | 暴 投 | ボ 丨 ク | 失 点 | 自 責 点 | 防 御 率 | W H I P |
| --------- | --------- | ----- | ----- | ----- | ----- | -------- | ----- | ----- | -------- | ----------- | ----- | ----- | -------- | -------- | ----------- | -------- | ----- | -------- | -------- | ----- | -------- | ----- | -------- | -------- | ------- |
| 2003      | 阪神      | 3     | 2     | 0     | 0     | 0        | 0     | 2     | 0        | --          | .000  | 48    | 11.2     | 12       | 1           | 3        | 0     | 0        | 8        | 1     | 0        | 10    | 10       | 7.71     | 1.29    |
| 2004      | 阪神      | 13    | 9     | 0     | 0     | 0        | 2     | 2     | 0        | --          | .500  | 241   | 53.2     | 52       | 10          | 26       | 0     | 2        | 57       | 7     | 0        | 33    | 30       | 5.03     | 1.45    |
| 2005      | 阪神      | 23    | 22    | 1     | 1     | 0        | 9     | 6     | 0        | 0           | .600  | 568   | 134.2    | 131      | 12          | 39       | 0     | 11       | 103      | 9     | 0        | 51    | 44       | 2.94     | 1.26    |
| 2006      | 阪神      | 17    | 14    | 3     | 0     | 1        | 4     | 4     | 0        | 0           | .500  | 381   | 90.1     | 79       | 8           | 30       | 1     | 8        | 65       | 6     | 0        | 34    | 31       | 3.09     | 1.21    |
| 2007      | 阪神      | 20    | 15    | 1     | 1     | 0        | 4     | 5     | 0        | 0           | .444  | 371   | 84.0     | 101      | 4           | 19       | 3     | 10       | 51       | 3     | 0        | 45    | 43       | 4.61     | 1.43    |
| 2008      | 阪神      | 9     | 8     | 0     | 0     | 0        | 2     | 3     | 0        | 0           | .400  | 198   | 43.1     | 54       | 5           | 16       | 0     | 3        | 24       | 4     | 0        | 29    | 28       | 5.82     | 1.62    |
| 2009      | 阪神      | 2     | 1     | 0     | 0     | 0        | 0     | 1     | 0        | 0           | .000  | 23    | 5.0      | 8        | 2           | 1        | 0     | 1        | 1        | 0     | 0        | 3     | 3        | 5.40     | 1.80    |
| 2010      | 阪神      | 7     | 0     | 0     | 0     | 0        | 0     | 0     | 0        | 0           | ----  | 28    | 6.1      | 8        | 0           | 2        | 0     | 1        | 3        | 0     | 0        | 2     | 2        | 2.84     | 1.58    |
| 通算：8年 | 通算：8年 | 94    | 71    | 5     | 2     | 1        | 21    | 23    | 0        | 0           | .477  | 1858  | 429.0    | 445      | 42          | 136      | 4     | 36       | 312      | 30    | 0        | 207   | 191      | 4.01     | 1.35    |

- 各年度の太字はリーグ最高

### 記録
NPB投手記録
- 初登板・初先発登板：2003年8月20日、対中日ドラゴンズ23回戦（大阪ドーム）、4回1/3を5失点で敗戦投手
- 初奪三振：同上、2回表にアレックス・オチョアから
- 初勝利・初先発勝利：2004年6月15日、対ヤクルトスワローズ11回戦（阪神甲子園球場）、5回2/3を3失点
- 初完投勝利・初完封勝利：2005年9月11日、対広島東洋カープ19回戦（阪神甲子園球場）

NPB打撃記録
- 初安打：2005年4月30日、対ヤクルトスワローズ5回戦（明治神宮野球場）、5回表に川島亮から二塁内野安打
- 初打点：2005年7月2日、対横浜ベイスターズ8回戦（横浜スタジアム）、5回表に三浦大輔から右中間へ適時二塁打

### 独立リーグでの投手成績
| 年 度     | 球 団     | 登 板 | 完 投 | 勝 利 | 敗 戦 | セ ｜ ブ | 勝 率 | 打 者 | 投 球 回 | 被 安 打 | 被 本 塁 打 | 与 四 球 | 与 死 球 | 奪 三 振 | 暴 投 | ボ ｜ ク | 失 点 | 自 責 点 | 防 御 率 | W H I P |
| --------- | --------- | ----- | ----- | ----- | ----- | -------- | ----- | ----- | -------- | -------- | ----------- | -------- | -------- | -------- | ----- | -------- | ----- | -------- | -------- | ------- |
| 2012      | 富山      | 35    | 1     | 4     | 7     | 12       | .364  | 363   | 79.0     | 86       | 1           | 31       | 9        | 47       | 4     | 1        | 48    | 43       | 4.90     | 1.48    |
| 通算：1年 | 通算：1年 | 35    | 1     | 4     | 7     | 12       | .364  | 363   | 79.0     | 86       | 1           | 31       | 9        | 47       | 4     | 1        | 48    | 43       | 4.90     | 1.48    |

### 背番号
- 18 （2003年 - 2008年、2012年）
- 17 （2009年 - 2011年）